# Fabrikmuseum Roth
Das Fabrikmuseum Roth zeigt den historischen Prozess der Drahtherstellung sowie die Weiterverarbeitung, Veredelung und den Vertrieb der fertigen Waren. Die Besucher können anhand des authentischen Aufbaus der kompletten Fabrik den Arbeitsalltag der damaligen Angestellten und Arbeiter nachvollziehen.
Schwerpunkt der Produktion war die Herstellung von leonischen Waren aus überwiegend Kupfer, Silber und Gold. In geringeren Mengen wurden auch andere Metalle verarbeitet. In der Gegend von Altena und Nürnberg war die Herstellung leonischer Waren ein wichtiger Gewerbezweig.

## Geschichte
Der Aufbau des Museums begann 1986, die Eröffnung erfolgte 1988. Der Eigentümer Bayerische Kabelwerke AG kündigte 2000 mit der Begründung auf Eigenbedarf die zur Verfügung gestellten Betriebsräume. Die Stadt Roth stellte dem Historischen Verein ein historisches Fabrikgebäude zur Verfügung, so dass das Museum zu Beginn der Saison 2001 unter der aktuellen Adresse wiedereröffnet werden konnte.
Im Jahr 2003 wurde das Museum mit dem Bayerischen Museumspreis ausgezeichnet.

## Ausstellung
Die Ausstellung umfasst folgende Bereiche:
- Drahtherstellung
  - Drahtzug mit dem Franzosentisch und anderer Maschinen
  - Plätterei
  - Herstellung und Vergoldung mit Quecksilbergalvanik
  - Gleichstromerzeugung mit rotierenden Umrichter
  - Jacquardwebstuhl
  - Bortenherstellung
  - Lamettaherstellung
  - Verpackung in Heimarbeit

- Maschinen
  - Wasserrad
  - Transmission
  - Schaukeldrahtzug

- Arbeitsumfeld
  - Stechuhr, Büroeinrichtungen und Umkleiden.
  - Schlosserei aus Roth, welche bis 1985 in Betrieb war.

- Vertrieb
  - Verpackung und Versandbereiche eines leonischen Betriebes.

## Medien
Die Landesstelle für die nichtstaatlichen Museen in Bayern veröffentlichte 2004 in Kooperation mit dem Bayerischen Rundfunk einen 15-minütigen Beitrag mit dem Titel Stadt auf Draht – Das Fabrikmuseum Roth in der Dokumentationsreihe Museen in Bayern.